# Rännstensungar (1944)
Rännstensungar är en svensk dramafilm från 1944 i regi av Ragnar Frisk.

## Handling
Den fattige konstnären Johan Fahlén som ännu inte haft någon framgång med sina tavlor har en dröm och det är att tjäna så mycket pengar att han kan betala en operation till den föräldralösa och förlamade flickan Ninni som han lovat att ta hand om. 
Barnavårdshemmet som också vill ta hand om Ninni skickar Märta Sanner att hämta henne. Men då Ninni vill stanna hos Fahlén får hon tillsvidare göra det. Märta kommer dock ofta på besök och ser dessutom till att Fahléns tavlor hamnar på ett galleri. 
Då Fahlén plötsligt har lite pengar misstänks han för en stöld hos Jaffe, som några kringvandrade musiker ligger bakom, och hamnar i finkan. Busungarna på gården känner dock till sanningen och beslutar sig för att ta saken i egna händer.

## Om filmen
Rännstensungar är baserad på Åke Hodells teaterpjäs Rännstensungar som uruppfördes på bioteatern Amiralen, senare Nöjesteatern, i Malmö 1944.
Filmen nyinspelades 1974 i regi av Torgny Anderberg. Musikalfilmen Förortsungar från 2006 kan ses som en moderniserad version av historien; den föräldralösa flickan är här ett flyktingbarn från Afrika och konstnären har blivit en rockmusiker.

## Rollista i urval
- Adolf Jahr - Johan Fahlén, konstnär
- Britta Brunius - Märta Sanner, barnavårdskvinna
- Lillie Wästfeldt - Malina Karlsson, portvakt i 47:an
- Harry Persson - Jaffe, frukthandlare
- Birgitta Hoppeler - Ninni
- Gunnel Nilsson - Murre, Malina Karlssons systerdotter
- Hans Lindgren - Bigge Nilsson, ledare för gänget
- Erik Ahlfors - Janne, gårdsmusikant
- Per Björkman - kriminalkommissarie Lindberg
- Bertil Brusewitz - direktör Högstrand, ägare till 47:an
- Göran Dahlén - Paul "Palle", direktör Högstrands adoptivson
- Eric Malmberg - grosshandlare Winfelt
- Josef Norman - konsthandlare Wendel
- Hilding Rolin - Jojje, läkare
- Stina Ståhle - Anna Högstrand, direktör Högstrands fru

## Musik i filmen
- Du skall inte fruktan bära, kompositör Ernfrid Ahlin, text Roland, sång Harry Persson
- Här har du gammelvals, kompositör Ernfrid Ahlin, text Roland, sång Gösta Tönne
- I min lilla, lilla värld av blommor, kompositör Ernfrid Ahlin, text Roland, sång Birgitta Hoppeler och Adolf Jahr
- Lite grann från ovan, kompositör och text Lasse Dahlqvist, sång Gunnel Nilsson
- Jag har bott vid en landsväg, kompositör Alvar Kraft, text Charles Henry, sång Gunnel Nilsson
- En liden vit kanin, kompositör och text Sven Gustafson, sång Gunnel Nilsson
- Kalle på Spången, kompositör Lasse Dahlqvist, text Lasse Dahlquist och Sven Gustafson, sång Gunnel Nilsson
- Ta' de' som en prövning, kompositör Ernfrid Ahlin, text Roland, sång Harry Persson
- Här är sommar, här är sol, kompositör Ernfrid Ahlin, text Roland, sång Bertil Brusewitz och Harry Persson

## DVD
Filmen gavs ut på DVD 2004, tillsammans med dramakomedin Bombi Bitt och jag, och som digitalt restaurerad 2017.